# What If… Captain Carter Fought the Hydra Stomper?
«What If… Captain Carter Fought the Hydra Stomper?» (с англ. — «Что, если… Капитан Картер сразилась бы с „Крушителем «Гидры»“») — пятый эпизод второго сезона американского анимационного телесериала «Что, если…?», основанного на одноимённой серии комиксов издания Marvel Comics.
В данном эпизоде исследуется, как продолжилась история Капитана Картер после битвы за Мультивселенную из финального эпизода первого сезона. Сценарий к эпизоду написала Эшли Брэдли, а режиссёром выступил Брайан Эндрюс.
Джеффри Райт повествует события мультсериала в роли Наблюдателя. Хейли Этвелл вернулась к озвучиванию Капитана Маргарет Картер — главной героини данного эпизода.
Разработка второго сезона началась в декабре 2019 года. Однако из-за задержек в производстве, вызванных пандемией COVID-19 во время создания первого сезона, было объявлено, что первые два сезона будут состоять из девяти эпизодов каждый.
Эпизод «Что, если… Капитан Картер сразилась бы с „Крушителем «Гидры»“» был выпущен на стриминговом сервисе Disney+ 26 декабря 2023 года.

## Сюжет
В альтернативной временной линии 2012 года во время битвы за Нью-Йорк Капитан Маргарет Картер вместе с Наташей Романофф / Чёрной вдовой, Тони Старком / Железным человеком, Клинтом Бартоном / Соколиным глазом, Хоуп ван Дайн / Осой и Тором останавливают вторжение армии Читаури и обезвреживают бога Обмана Локи.
В 2014 году во время миссии на Лемурианской звезде, Капитан Картер была избрана Наблюдателем для участия в битве за Мультивселенную. После битвы Картер возвращается в свою вселенную и вместе с Романофф находит на корабле броню «Крушитель „Гидры“», которой пользовался Стив Роджерс в 1943 году. Внезапно он активируется и нападает на них, после чего улетает, уничтожая корабль.
В штаб-квартире организации «Щ.И.Т.», директор Ник Фьюри объясняет, что Стив Роджерс погиб при уничтожении штабов преступной организации «Гидра» в 1953 году, однако ходили слухи, что одного из «Крушителей „Гидры“» видели в 1960-х. Наташа заявляет, что Стив был перепрограммирован Красной комнатой и жил в её бывшей комнате. Картер вызывается на миссию по задержанию «Крушителя». В это же время пожилой госсекретарь Джеймс Бьюкенан Барнс занимается материальной помощью для Заковии. Внезапно зал атакует «Крушитель „Гидры“» и пытается убить Барнса, однако с помощью Картер Барнса эвакуируют. Картер атакует «Крушителя», в то время как Барнс безуспешно пытается образумить его. Картер вновь атакует его, и взлетев на большую высоту, деактивирует броню и с помощью Романофф помещает его в Квинджет и отправляется на архипелаг Сент-Килда, где они пытаются узнать, как излечить Роджерса.
После непродолжительного времени Стив приходит в себя и вместе с ними отправляется на военную базу Заковии, где обосновалась Красная комната. Данная база оказывается тренировочным городом, в котором находятся одни лишь манекены. Стив заявляет, что ничего не помнит, когда им управляет костюм, и внезапно их начинают атаковать манекены. Обезвредив троицу, к ним приходит отряд Чёрных вдов во главе с Мелиной Востокофф. Она заявляет, что Стива не исправить и он сам привёл их в ловушку с целью получения из крови Картер сыворотки суперсолдата. Капитан Картер и Романофф отказываются сдаваться и атакуют их. Картер вступает в битву с «Крушителем», а Романофф выступает против Мелины и Чёрных вдов. В процессе битвы Наташа обездвиживает вдов, однако её побеждает Мелина. В то же время Картер удаётся привести Стива в себя, после чего он жертвует собой, уничтожая Красную комнату вместе с Мелиной, зацепленной за него Наташей Романофф.
Некоторое время спустя Пегги надеется, что Стив выжил и желает его найти. Во время разговора с Наташей, Картер падает в портал из красной энергии, удивляя Наблюдателя. Сама же Картер приходит в себя и встречает Ника Фьюри эпохи Ренессанса и Ванду-Мерлина, переместившую Пегги в эту вселенную. Ванда заявляет Фьюри, что Картер спасёт их мир, а Картер в свою очередь, не понимая, что происходит, взывает к Наблюдателю.

## Производство

### Разработка
В декабре 2019 года президент Marvel Studios Кевин Файги сообщил, что работа над вторым сезоном «Что, если…?», содержащим 10 эпизодов была начата и основанным на одноимённой серии комиксов издания Marvel Comics. В нём исследуется, как изменились бы события фильмов медиафраншизы «Кинематографическая вселенная Marvel» (КВМ), если бы некоторые события произошли бы иначе. Эшли Брэдли и Брайан Эндрюс вернулись в качестве главного сценариста и ведущего режиссёра соответственно и являются исполнительными продюсерами вместе с Брэдом Виндербаумом, Кевином Файги, Луисом Д’Эспозито и Викторией Алонсо.

### Сценарий
Сценарий к эпизоду был написан Эшли Брэдли. Эпизод исследует вопрос о том, что произошло с Капитаном Картер после битвы за Мультивселенную, представляя альтернативную версию фильма «Первый мститель: Другая война» (2014), смешанного с элементами фильма «Чёрная вдова» (2021). Во время начала работы над вторым сезоном, Капитан Картер стала персонажем, к которому сценаристы хотели возвращаться каждый сезон, чтобы продолжать её историю после того, как она «всплыла» в первом сезоне в качестве заметного персонажа.

### Подбор актёров
Джеффри Райт повествует события мультсериала в роли Наблюдателя, а сама студия Marvel выразила надежду в возвращении актёров к озвучиванию своих персонажей в новом сезоне. К озвучиванию персонажей также вернулись Хейли Этвелл (Пегги Картер / Капитан Картер), Лейк Белл (Наташа Романофф / Чёрная вдова), Сэмюэл Л. Джексон (Ник Фьюри), Фрэнк Грилло (Брок Рамлоу), Джош Китон (Стивен Роджерс / «Крушитель „Гидры“»), Себастиан Стэн (госсекретарь Баки Барнс), Рэйчел Вайс (Мелина Востокофф). Бернард Уайт озвучил члена Совета Безопасности Сингха, а Элизабет Олсен — Ванду Максимофф / Ванду-Мерлина из 1602 года

### Анимация
Брайан Эндрюс разработал стиль анимации «Сел-шейдинг» вместе с главой отдела визуального развития Marvel Studios Райаном Мейнердингом. Хотя сериал имеет единый художественный стиль, такие элементы, как камера и цветовая палитра, отличаются между эпизодами:4.

## Выпуск
Эпизод «Что, если… Капитан Картер сразилась бы с „Крушителем «Гидры»“» был выпущен на стриминговом сервисе Disney+ 26 декабря 2023 года.

## Комментарии
1. ↑  Данное альтернативное временное ответвление было образовано и объяснено в эпизоде «What If… Captain Carter Were the First Avenger?», а также частично продолжено в эпизоде «What If… the Watcher Broke His Oath?»